# 二氟化四氧
二氟化四氧是一种氧的氟化物，由两个 O2F 单元被弱 O-O 键键合而成，也是 O2F 自由基的二聚体。

## 制备
四氟化氧的制备有两步。在第一步中，光化学产生的氟原子与氧气反应，形成一氟化二氧自由基。
{\displaystyle \mathrm {2\ O_{2}+2\ F^{\cdot }\longrightarrow 2\ [O_{2}F]^{\cdot }} }
该自由基随后进行二聚，在低于 -175°C 的温度下与二氟化四氧达到平衡：
{\displaystyle \mathrm {2\ [O_{2}F]^{\cdot }\rightleftharpoons O_{4}F_{2}} }
同时，一氟化二氧自由基会分解成二氟化二氧和氧气，这将上述 O4F2 的平衡向左移动。
{\displaystyle \mathrm {2\ [O_{2}F]^{\cdot }\longrightarrow O_{2}+O_{2}F_{2}} }

## 性质
二氟化四氧是一种红棕色固体，熔点在−191 °C左右。
二氟化四氧是一种强氟化剂和氧化剂，甚至比二氟化二氧还强。它可以把Ag(II)氧化成Ag(III)，把Au(III)氧化成Au(V)。这个反应会产生对应的阴离子 {\displaystyle {\ce {AgF4-}}} 和{\displaystyle {\ce {AuF6^-}}}。对于非惰性物质，即使在低温下，这种氧化反应也会导致爆炸。例如，即使在 -180°C 下，硫单质也会和二氟化四氧发生爆炸性反应，形成六氟化硫。
类似 {\displaystyle {\ce {[O2F]^{\cdot }}}} 和{\displaystyle {\ce {O2F2}}}，当和像是三氟化硼（BF3）的氟离子接收剂反应时，二氟化四氧倾向于形成二氧基盐 {\displaystyle {\ce {O2+}}}。例如，它和{\displaystyle {\ce {BF3}}}反应会产生 {\displaystyle {\ce {O2+BF4-}}}：
{\displaystyle {\ce {O_4F_2 + 2BF_3 -> 2O_2+BF_4^-}}}
类似的，它和五氟化砷反应，产生{\displaystyle {\ce {O2+AsF6-}}}。